# Халиме-хатун
Халиме́-хату́н (осман. حلیمه خاتون‎; ум. ок. 1281) — предполагаемая жена Эртогрула и мать основателя Османской империи Османа I.

## Биографические данные
Имя матери Османа не называется ни одним из хронистов. Имя Халиме не упоминаются в статье Исламской энциклопедии об Эртогруле и об Османе. Энтони Алдерсон указывает, что мать Османа I была предположительно туркменкой, не называя её имени.
Современных Осману исторических источников не было, о его жизни  практически нет фактической информации. Практически все документы  оказались позднейшими фальшивками.  Все сведения об Османе и его предках основаны на устных преданиях и легендах о нём, возникших и сложившихся намного позже его жизни. Из османских источников самый ранний, дошедший до нас — Хроника дома Османов (Тева-рих-и аль-и Осман) Ашикпашазаде, начатая в 1476 году.
Исследователи считают, что отделить реальность от вымысла в рассказах о начальном периоде османской истории крайне сложно, если это вообще возможно. Колин Имбер писал, что почти все рассказы об Османе, имеющиеся в хрониках XV века, являются придуманными: «самый элементарный текстовый анализ показывает, что почти все „факты“, об Османе Гази и его последователях на самом деле фикция».
Биография даже отца Османа, Эртогрула, легендарна. Он не упоминается ни в одном современном ему источнике. Единственным вещественным доказательством существования Эртогрула как исторического лица являются две монеты с надписями Осман б. Эртогрул б. Гюндюз Альп и Осман б. Эртогрул, которые хранятся в коллекциях музея Топкапы.
Тюрбе Эртогрула, несмотря на все перестройки, похоже на постройку XIII века.  Рядом с захоронением Эртогрула в Сёгюте находится захоронение, которое не датировано и приписывается «жене Эртогрула, Халиме».